# The Ripper (minissérie)
The Ripper (pt-BR: O estripador) é uma série documental britânica, distribuída pela plataforma de streaming Netflix, que relata os eventos e investigações sobre os assassinatos de 13 mulheres ocorridos em West Yorkshire e Manchester entre 1975 e 1980 pelo assassino em série Peter Sutcliffe. A minissérie, dirigida por Ellena Wood e Jesse Vile, estreou dia 16 de dezembro de 2020. 

## Episódios
| Nº | Título original                 | Título pt-BR                | Direção     |
| -- | ------------------------------- | --------------------------- | ----------- |
| 1  | "Once upon a time in Yorkshire" | "Era uma vez em Yorkshire"  | Ellena Wood |
| 2  | "Between now and dawn"          | "Entre agora e o amanhecer" | Jesse Vile  |
| 3  | "Reclaim the night"             | "A marcha"                  | Ellena Wood |
| 4  | "Out of the shadows"            | "Saindo das sombras"        | Jesse Vile  |